# Surrey Heath
Surrey Heath è un borgo del Surrey, Inghilterra, Regno Unito, con sede a Camberley.
Il distretto nacque il 1º aprile 1974 secondo il Local Government Act 1972 dall'unione del distretto urbano di Frimley and Camberley e del Distretto rurale di Bagshot.

## Località e parrocchie civili
La parte ovest del distretto, più urbanizzata, non ha parrocchie e contiene le località di:
- Camberley
- Lightwater
- Deepcut
- Frimley
- Frimley Green
- Mytchett

Le parrocchie provengono dal precedente distretto rurale di Bagshot.
- Bisley
- Chobham
- West End
- Windlesham (villaggi di Bagshot, Lightwater e la stessa Windlesham)